# Rychlobruslení na Zimních olympijských hrách 2006 – stíhací závod družstev ženy
Stíhací závod družstev žen na Zimních olympijských hrách 2006 se konal v hale Oval Lingotto v Turíně ve dnech 15. a 16. února 2006. České závodnice se jej nezúčastnily.

## Výsledky

### Rozjížďky
Pořadí v rozjížďkách určilo dvojice týmů pro čtvrtfinálové jízdy: 1.–8., 2.–7., 3.–6. a 4.–5.
| Pořadí | Země                   | Jméno                                                          | Čas          |
| ------ | ---------------------- | -------------------------------------------------------------- | ------------ |
| 1.     | Rusko                  | Jekatěrina Abramovová Varvara Baryševová Světlana Vysokovová   | 3:03,19 (OR) |
| 2.     | Norsko                 | Annette Bjelkeviková Hedvig Bjelkeviková Maren Haugliová       | 3:06,34      |
| 3.     | Kanada                 | Kristina Grovesová Clara Hughesová Shannon Rempelová           | 3:06,45      |
| 4.     | Nizozemsko             | Renate Groenewoldová Moniek Kleinsmanová Gretha Smitová        | 3:06,67      |
| 5.     | Německo                | Daniela Anschützová-Thomsová Lucille Opitzová Sabine Völkerová | 3:07,07      |
| 6.     | Spojené státy americké | Margaret Crowleyová Maria Lambová Amy Sannesová                | 3:07,83      |
| 7.     | Japonsko               | Nami Nemotová Hiromi Ócuová Maki Tabataová                     | 3:08,34      |
| 8.     | Čína                   | Ťi Ťia Wang Fej Čang Siao-lej                                  | 3:18,24      |

### Čtvrtfinále
Vítězné týmy z každé jízdy postoupily do dvou semifinálových jízd, ostatní družstva postoupila do finálových jízd o páté až osmé místo.
| Pořadí        | Země                   | Jméno                                                                | Čas                     | Ztráta | Postup       |
| ------------- | ---------------------- | -------------------------------------------------------------------- | ----------------------- | ------ | ------------ |
| Čtvrtfinále 1 |                        |                                                                      |                         |        |              |
| 1.            | Kanada                 | Kristina Grovesová Cindy Klassenová Christine Nesbittová             | 3:01,24 (OR)            | 0,00   | Semifinále 1 |
| 2.            | Spojené státy americké | Maria Lambová Catherine Raneyová Jennifer Rodriguezová               | 3:04,59                 | +3,35  | Finále C     |
| Čtvrtfinále 2 |                        |                                                                      |                         |        |              |
| 1.            | Japonsko               | Eriko Išinová Hiromi Ócuová Maki Tabataová                           | dostihl tým Norska      | —      | Semifinále 1 |
| 2.            | Norsko                 | Annette Bjelkeviková Hedvig Bjelkeviková Maren Haugliová             | dostižen týmem Japonska | —      | Finále D     |
| Čtvrtfinále 3 |                        |                                                                      |                         |        |              |
| 1.            | Německo                | Daniela Anschützová-Thomsová Anni Friesingerová Claudia Pechsteinová | 3:01,52                 | 0,00   | Semifinále 2 |
| 2.            | Nizozemsko             | Renate Groenewoldová Paulien van Deutekomová Ireen Wüstová           | 3:03,65                 | +2,13  | Finále C     |
| Čtvrtfinále 4 |                        |                                                                      |                         |        |              |
| 1.            | Rusko                  | Jekatěrina Abramovová Galina Lichačovová Jekatěrina Lobyševová       | 3:05,93                 | 0,00   | Semifinále 2 |
| 2.            | Čína                   | Ťi Ťia Wang Fej Čang Siao-lej                                        | 3:08,29                 | +2,36  | Finále D     |

### Semifinále
Vítězné týmy obou jízd postoupily do finále o zlatou medaili, poražená družstva postoupila do finále o bronz.
| Pořadí       | Země     | Jméno                                                                | Čas     | Ztráta | Postup   |
| ------------ | -------- | -------------------------------------------------------------------- | ------- | ------ | -------- |
| Semifinále 1 |          |                                                                      |         |        |          |
| 1.           | Kanada   | Kristina Grovesová Clara Hughesová Cindy Klassenová                  | 3:02,13 | 0,00   | Finále A |
| 2.           | Japonsko | Eriko Išinová Nami Nemotová Maki Tabataová                           | 3:05,95 | +3,82  | Finále B |
| Semifinále 2 |          |                                                                      |         |        |          |
| 1.           | Německo  | Daniela Anschützová-Thomsová Anni Friesingerová Claudia Pechsteinová | 3:02,72 | 0,00   | Finále A |
| 2.           | Rusko    | Varvara Baryševová Galina Lichačovová Světlana Vysokovová            | 3:07,42 | +4,70  | Finále B |

### Finále
| Pořadí           | Země                   | Jméno                                                                | Čas                  | Ztráta |
| ---------------- | ---------------------- | -------------------------------------------------------------------- | -------------------- | ------ |
| Finále A         |                        |                                                                      |                      |        |
| Zlatá medaile    | Německo                | Daniela Anschützová-Thomsová Anni Friesingerová Claudia Pechsteinová | 3:01,25              | 0,00   |
| Stříbrná medaile | Kanada                 | Kristina Grovesová Clara Hughesová Christine Nesbittová              | 3:02,91              | +1,66  |
| Finále B         |                        |                                                                      |                      |        |
| Bronzová medaile | Rusko                  | Jekatěrina Abramovová Jekatěrina Lobyševová Světlana Vysokovová      | dostihl tým Japonska | —      |
| 4.               | Japonsko               | Eriko Išinová Hiromi Ócuová Maki Tabataová                           | dostižen týmem Ruska | —      |
| Finále C         |                        |                                                                      |                      |        |
| 5.               | Spojené státy americké | Margaret Crowleyová Maria Lambová Catherine Raneyová                 | 3:04,22              | 0,00   |
| 6.               | Nizozemsko             | Gretha Smitová Paulien van Deutekomová Ireen Wüstová                 | 3:05,62              | +1,40  |
| Finále D         |                        |                                                                      |                      |        |
| 7.               | Norsko                 | Annette Bjelkeviková Hedvig Bjelkeviková Maren Haugliová             | 3:06,20              | 0,00   |
| 8.               | Čína                   | Ťi Ťia Wang Fej Čang Siao-lej                                        | 3:06,91              | +0,71  |